# 제이슨 스틸
제이슨 숀 스틸(Jason Sean Steele, 1990년 8월 18일 ~ )은 잉글랜드의 축구 선수로, 브라이턴 & 호브 앨비언의 골키퍼이다.